# Église Saint-Laurent de Flaignes
L'église Saint-Laurent est une église fortifiée située à Flaignes-Havys, en France.

## Description
L'édifice a été fortifié vers le XVIIe siècle. Il se caractérise par un chœur de taille imposante par rapport à la nef, nef qui s'appuie sur de puissants contreforts. Une tour ronde est accolée à une des chapelles, côté nord. L'église est construite entièrement en pierres jaunes de la région. Un cadran solaire est disposé à l'extérieur, sur la face sud

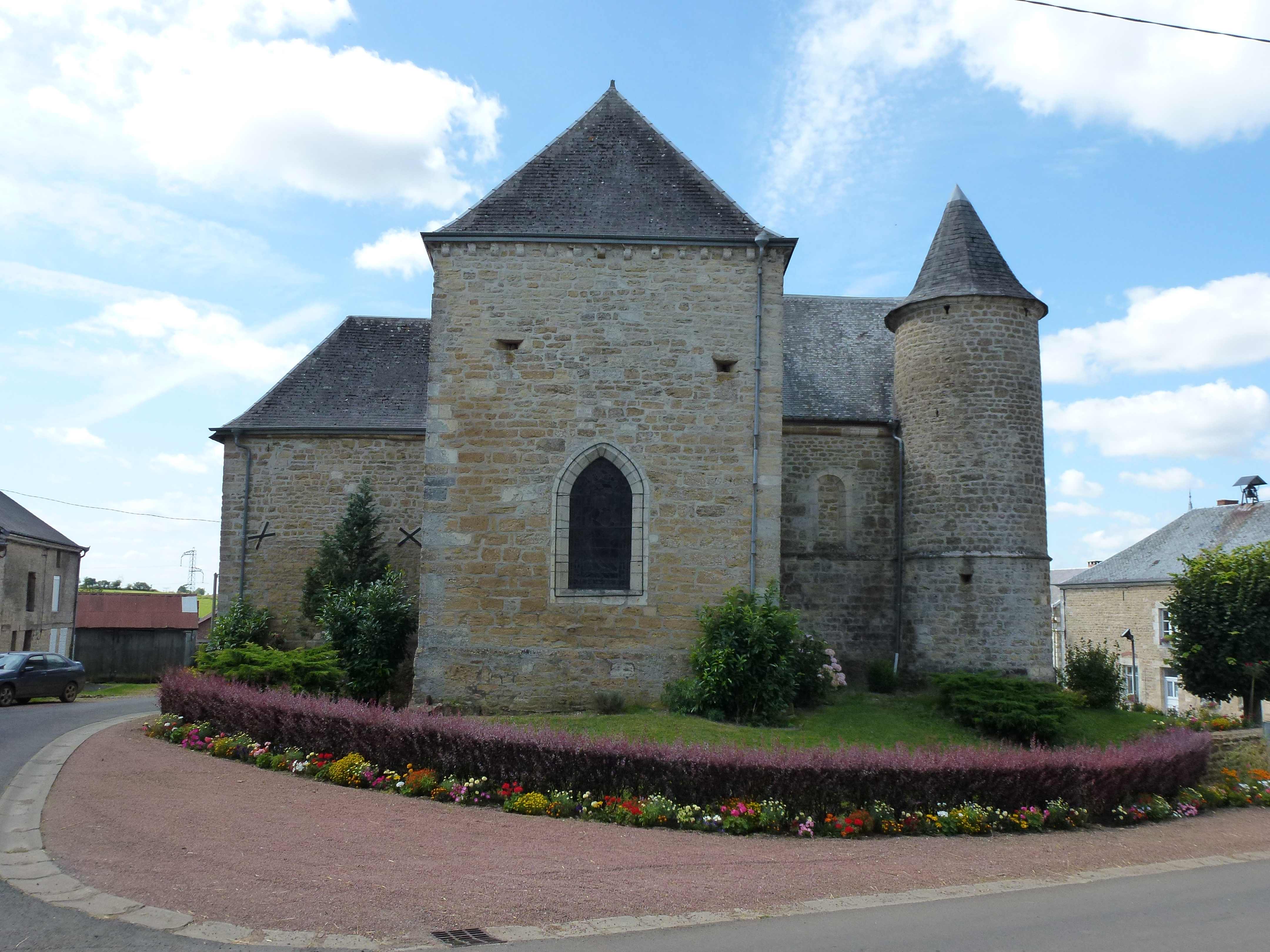
Chœur et tour, vue externe
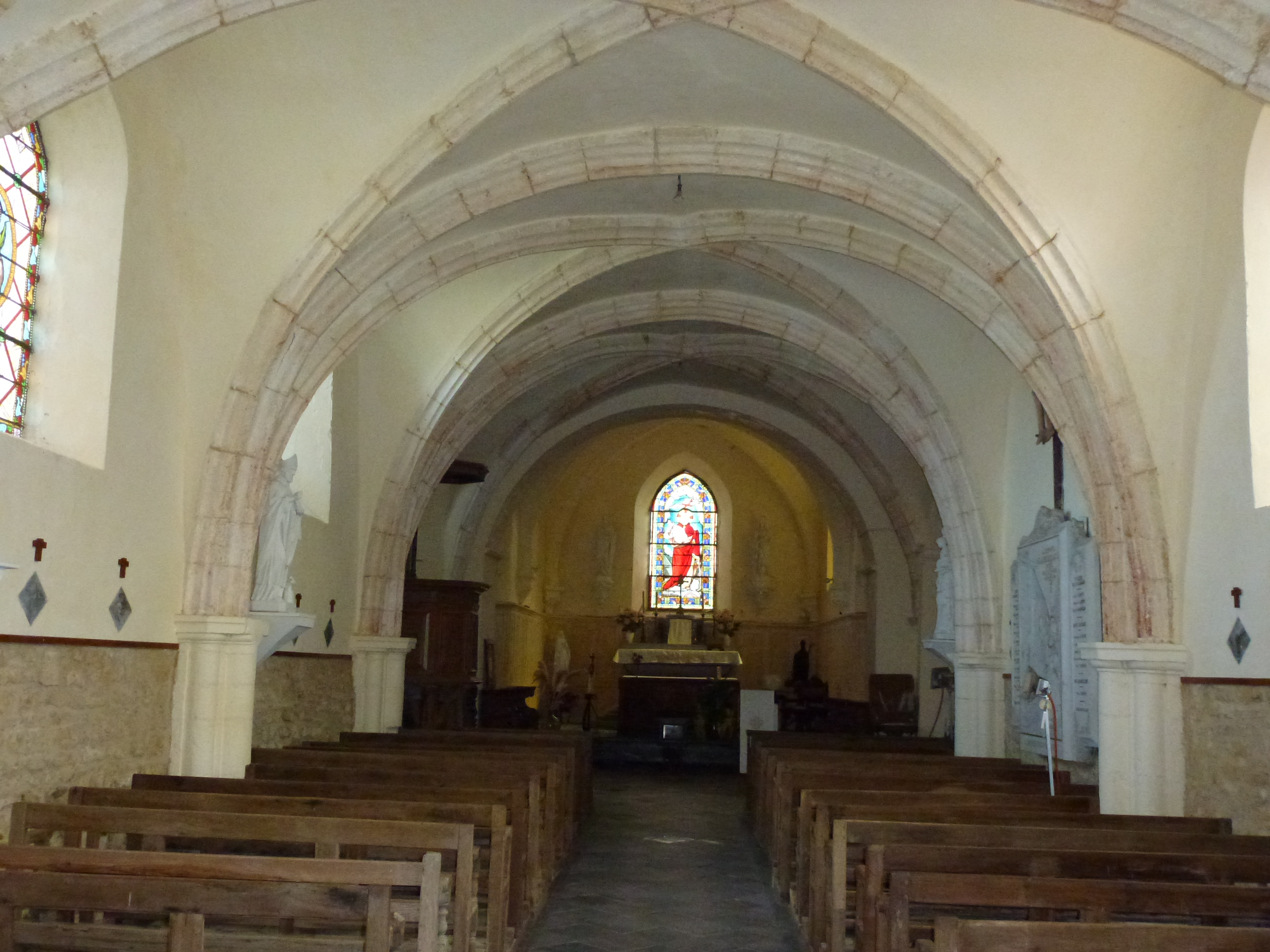
Intérieur de l'église
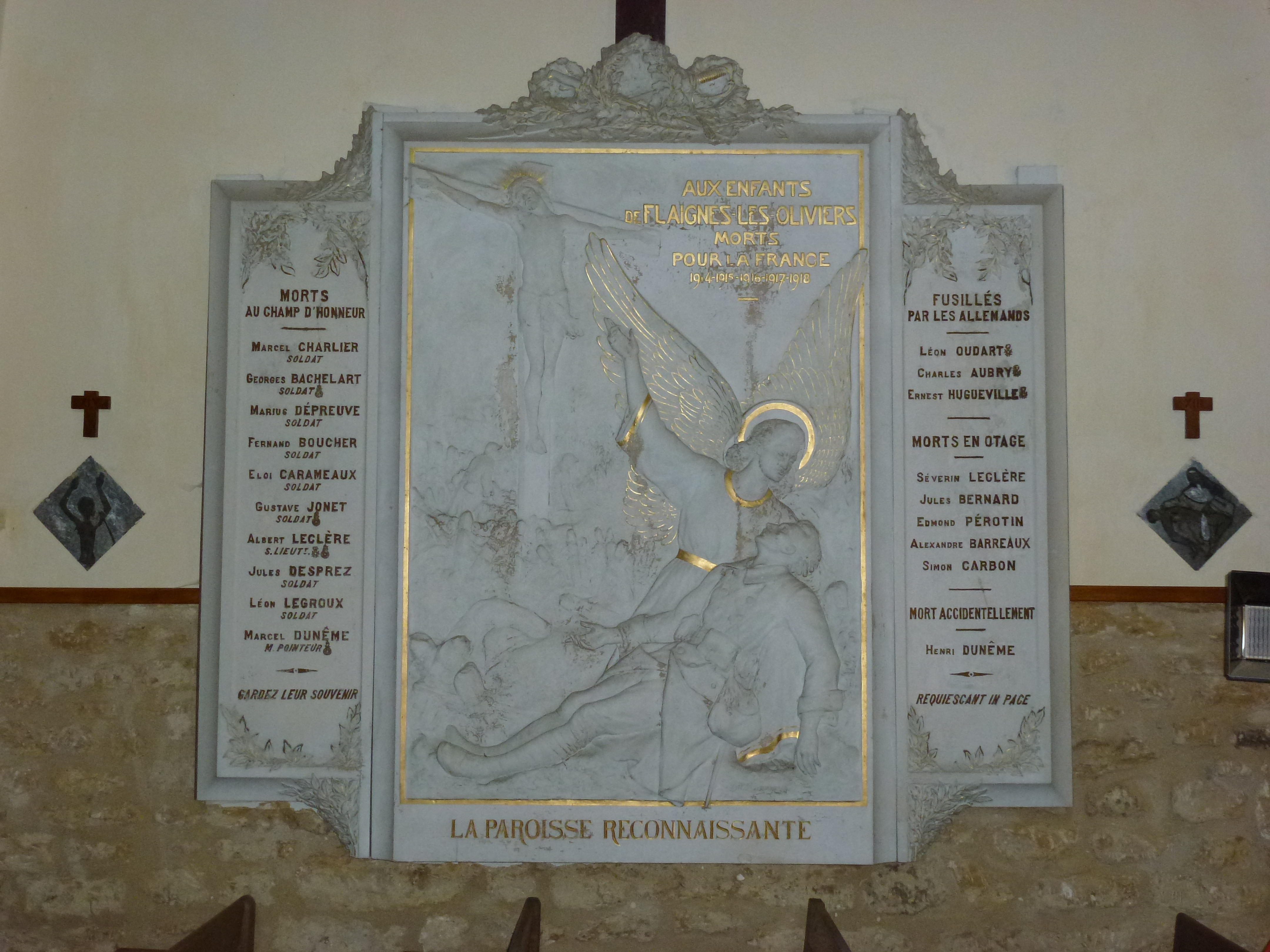
Monument aux morts dans l'église

## Localisation
L'église est située sur l'ancien territoire de Flaignes-les-Oliviers, aujourd'hui commune de Flaignes-Havys, dans le département français des Ardennes.

## Historique
Un pouillé (registre ecclésiastique) de 1306 cite le village, paroisse rattachée au doyenné de Rumigny, avec pour patron saint Laurent. L'église est sur le terres de Pothées, territoire ardennais qui appartenait à l’archevêché de Reims. Le curé était nommé par le chapitre de la cathédrale.
Le pilier sud du transept, du côté de la chapelle de la sainte Vierge, pourrait être un élément d'une église primitive du XIe siècle. Le chœur serait du XIIe siècle ou XIIIe siècle. Les deux premières travées de la nef (sans bas-côtés), non dotées de meurtrières sont de 1660. Les trois travées de la nef les plus proches du transept sont de 1580. Le rallongement de la nef en 1660 s'est opéré dans une période plus calme, après les longues années de guerre contre les Espagnols ou de Fronde. La tour ronde et la chapelle saint Laurent qui lui est accolée sont de la fin du XVe siècle.